# Выборы глав субъектов Российской Федерации в 1998 году
В 1998 в России проходило значительное число выборов глав субъектов.
| Дата выборов | Вид выборов                                                   | Результаты выборов (избранное должностное лицо, повторное голосование, недействительность выборов) | Итоги голосования (в процентах) | Примечания |
| 18 января    | Выборы президента Северной Осетии                             | | активность — >70 % Александр Дзасохов, депутат Госдумы Народовластие — 72% Ахсарбек Галазов, действующий президент Наш Дом Россия — 15 % Аркадий Кадохов, генеральный директор АО «Энергострой» —Самовыдвиженец 6 % Сергей Тотиев КПРФ — 3 % Сергей Хетагуров, замминистра по чрезвычайным ситуациям Самовыдвиженец -1%                                                            | Сняли кандидатуры министр по делам национальностей Эдуард Мецаев, депутат Руслан Гиоев, руководители агрофирм Алексей Хатагов и Тамерлан Казиев, преподаватель университета Виктор Каргинов                 |
| 15 февраля   | Выборы Президента Мордовии                                    | Николай Меркушкин                                                                                  | активность — 75,6 % Николай Меркушкин, действующий президент — 90,78 % Алексей Шаров, директор макаронного завода — 3,21 % против всех — 3,61 % | Не были зарегистрированы председатель Верховного Совета Николай Бирюков, депутаты Госдумы Николай Медведев и Евгений Костерин (первый секретарь рескома КПРФ), замминистра строительства Александр Замотаев |
| 1 марта      | Выборы президента Ингушетии                                   | Руслан Аушев                                                                                       | активность — ?% Руслан Аушев, действующий президент — 66,5 % Исса Костоев, начальник управления Генеральной прокуратуры РФ и бывший депутат Совета Федерации — 13,3 % Мухарбек Аушев, депутат Госдумы — 9,1 % Магомед Султыгов, бывший глава временной администрации Борис Одзоев, депутат местного парламента                                                                     | … |
| 12 апреля    | Выборы губернатора Липецкой области                           | Олег Королёв                                                                                       | активность — 56,38 % Олег Королёв, председатель Законодательного собрания области — 79,52 % Михаил Наролин, действующий губернатор — 13,81 % Владимир Подгорный, объединение «Честь и Родина» — 1,12 % Виктор Кузнецов, управделами обладминистрации — 0,38 % против всех — 5,17 %                                                                                                 | … |
| 12 апреля    | Выборы губернатора Пензенкой области                          | Василий Бочкарёв                                                                                   | активность — 49,83 % Василий Бочкарёв, глава администрации Железнодорожного района Пензы — 60,03 % Юрий Лыжин, депутат Госдумы (КПРФ) — 16 % Анатолий Ковлягин, действующий губернатор (НДР) — 12,7 Александр Калашников, мэр Пензы — 8,62 % Геннадий Естифеев, юрист Пензенской епархии — 0,12 % против всех — 2,49 %                                                             | … |
| 26 апреля    | Выборы Председателя Правительства Республики Карелия          | Повторное голосование Сергей Катанандов — Виктор Степанов                                          | активность — 57 % Сергей Катанандов, мэр Петрозаводска — 37,78 % Виктор Степанов, действующий глава администрации — 35,07 % Александр Чаженгин, директор госпредприятия — 8,62 % Лариса Злобина, депутат Госдумы — 4,26 Сергей Блинников, бывший премьер республики — 3 % против всех — 8,61 %                                                                                     | … |
| 26 апреля    | Выборы губернатора Красноярского края                         | Повторное голосование Валерий Зубов — Александр Лебедь                                             | активность — 57 % Александр Лебедь, депутат Госдумы, генерал — 46 % Валерий Зубов, действующий губернатор — 35 % Пётр Романов, депутат Госдумы (КПРФ) — 13 % … | … |
| 26 апреля    | Выборы губернатора Смоленской области                         | Повторное голосование Анатолий Глушенков — Александр Прохоров                                      | активность — ? Александр Прохоров, мэр Смоленска — 46,5 % Анатолий Глушенков, действующий губернатор — 26,9 % Борис Рева, президент корпорации «Щит» — 10 % Юрий Григорьев, зам.начальника областного отделения Федеральной службы налоговой полиции — 4,7 % Виталий Сауляк, председатель Движения «За возрождение Смоленщины» — 4,1 % Анатолий Степанов, предприниматель — 1,2 %… | … |
| 17 мая       | Выборы президента Республики Карелия (повторное голосование)  | Сергей Катанандов                                                                                  | активность — 48,77 % Сергей Катанандов — 49,48 % Виктор Степанов — 43,16 % против всех — 5,64 % | … |
| 17 мая       | Выборы губернатора Красноярского края (повторное голосование) | Александр Лебедь                                                                                   | активность — 64,44 % Александр Лебедь — 57,22 % Валерий Зубов — 38,27 % против всех — 3,42 % | … |
| 17 мая       | Выборы губернатора Смоленской области (повторное голосование) | | активность — 35,08 % Александр Прохоров — 67,39 % Анатолий Глушенков — 26,49 % против всех — 4,42 % | … |
| 14 июня      | Выборы Президента Республики Башкортостан                     | Муртаза Рахимов                                                                                    | активность — 78,8 % Муртаза Рахимов, действующий президент — 70,2 % Риф Казаккулов, министр лесного хозяйства республики — 9 % против всех — 17,1 % | … |